# Morigi
Le morigi est une langue papoue parlée en Papouasie-Nouvelle-Guinée, dans la Province du Golfe.

## Classification
Le morigi est un des membres de la famille des langues kiwaianes, une des familles de langues papoues.

## Sources
- (en) Harald Hammarström, Robert Forkel, Martin Haspelmath, Sebastian Bank, Glottolog, Morigi.